# Shahnon Ahmad

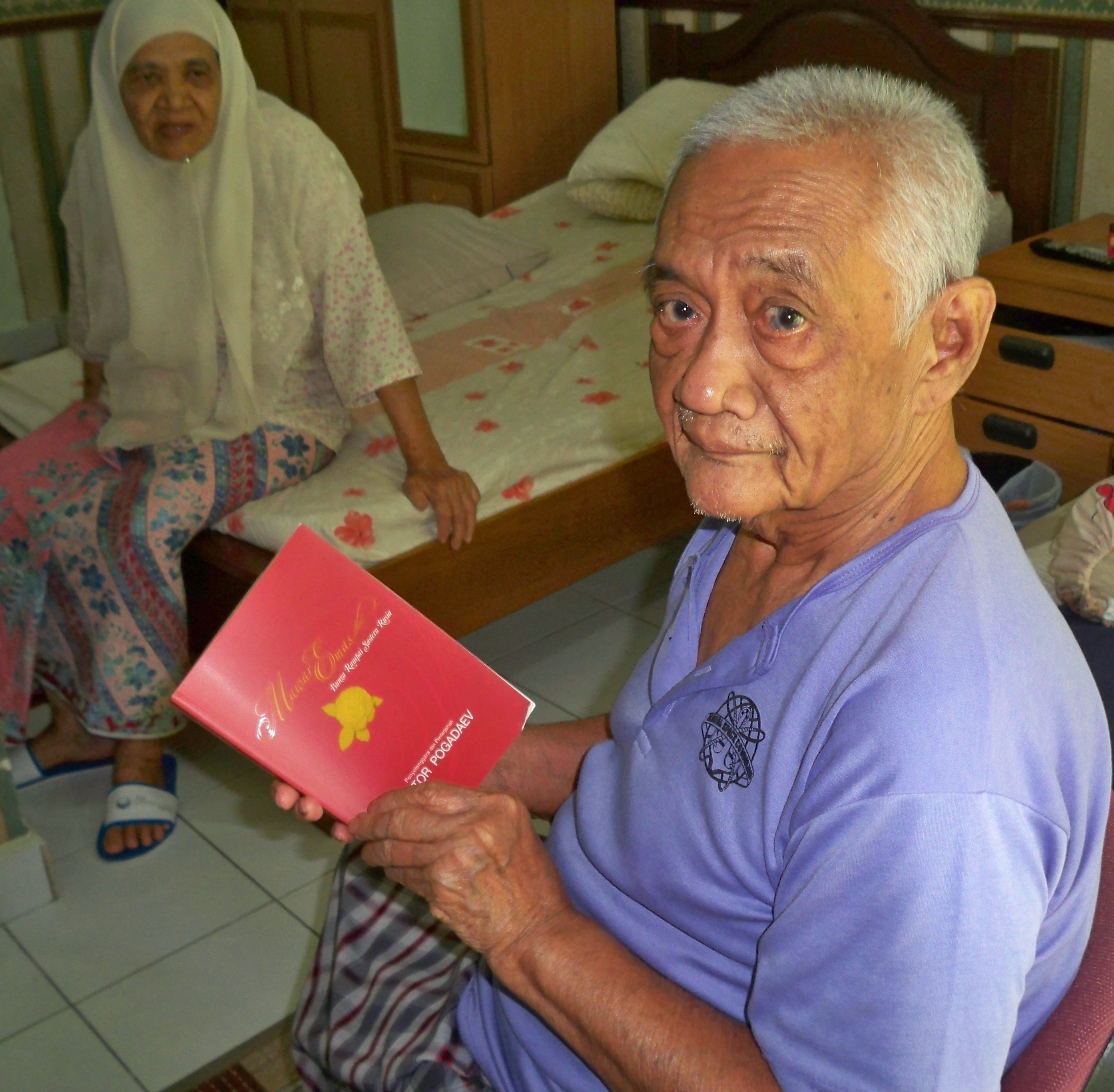
Shahnon Ahmad, mit seiner Frau im Hintergrund (2012)

Shahnon bin Ahmad (* 13. Januar 1933 in Banggol-Derdap, Kedah; † 26. Dezember 2017 in Kajang, Selangor) war ein malaysischer Schriftsteller.

## Leben
Shahnon Ahmad wurde in eine Bauernfamilie hineingeboren. Sein Vater Ahmad Abu Bakar stammte aus Medan in Niederländisch-Ostindien, seine Mutter Kelsum Mohd Saman aus Pattani. Dank finanzieller Unterstützung der britischen Regierung nach dem Krieg, die er erhielt, weil sein Vater im Zweiten Weltkrieg für die Briten als Spion gearbeitet hatte, konnte Shahnon eine Englischausbildung am Sultan Abdul Hamid College in Alor Setar absolvieren. Nach Abschluss seiner Schulausbildung nahm er 1954 eine Stelle als Englischlehrer in Kuala Terengganu an. Später unterrichtete er an verschiedenen Schulen in Kedah. Ab 1968 verbrachte Shahnon als wissenschaftlicher Assistent im Rahmen eines Forschungsprojekts für ein englisch-malaiisches Wörterbuch vier Jahre an der Australian National University in Canberra. Nach seiner Rückkehr nach Malaysia wurde er 1972 Dozent an der Pädagogischen Universität Sultan Idris sowie kurz darauf an der Science University Malaysia, wo er 1982 zum Professor für Literatur ernannt wurde.
Neben seiner literarischen Karriere engagierte er sich politisch. 1999 wurde er für die Parti Islam Se-Malaysia (PAS) ins malaysische Parlament gewählt, wo er den Wahlkreis Sik in Kedah vertrat. 2004 trat er nicht mehr zur Wahl an.
Shahnon starb am 26. Dezember 2017 im Alter von 84 Jahren an einer Lungenentzündung.

## Werk
Seine Arbeit als Schriftsteller nahm Shahnon in den 1950er-Jahren auf, wobei seine Kurzgeschichten zunächst wenig Aufmerksamkeit fanden. 1965 veröffentlichte er seinen ersten Roman, Rentong. Sein literarischer Durchbruch gelang ihm mit dem Roman Ranjau Sepanjang Jalan (1966, englisch "No Harvest But A Thorn"), der das harte Leben einer Bauernfamilie schildert. 
Einer der bekanntesten Romane von Shahnon ist der Roman Srengenge aus dem Jahr 1973. Er handelt von der Rodung eines urwäldlichen Hügels am Rande eines malaysischen Dorfes. Awang Cik Teh, einer der Bewohner des Dorfes, will die anderen Dorfbewohner davon überzeugen, dass der Srengenge, ein nahegelegener waldbedeckter Hügel, auf dem die Dorfbewohner oft jagen gehen, gerodet werden sollte, um Platz für neues Ackerland zu schaffen. Dies wird ihm dadurch erschwert, dass viele der anderen Dorfbewohner den Glauben an Geister auf dem Hügel nicht aufgegeben haben. Schließlich kommt es zur Rodung des Hügels, jedoch stirbt der Dorfvorsteher Imam Hadad an einer Krankheit.
Weitere bedeutende Werke sind:
- Perdana (1969)
- SHIT (1998), eine satirische Abrechnung mit der politischen Situation Malaysias unter Mahathir Mohamad
- Maha Maha (1999)
- Muntah (2000)

Viele seiner Werke thematisieren soziale Ungleichheit, ländliche Armut und die Spannungen zwischen Tradition und Moderne. Ranjau Sepanjang Jalan wurde 1983 von Jamil Sulong verfilmt und inspirierte später den kambodschanisch-französischen Film Neak Srey ("Rice People", 1994).

## Auszeichnungen
- Literary Prize of Malaysia (1972)
- Award "The Champion of Literature" (1976)
- Order of Loyalty to the Royal House of Kedah by the Sultan of Kedah (1980)
- State Literary Prize and Title "National Laureate" (1982)
- ASEAN Literary Prize (1990)
- Mastera Literary Award (2010, 2011)